# Kamienica Pod Elefanty w Krakowie
Kamienica Pod Elefanty (także Kamienica Pod Nosorożcem) – zabytkowa kamienica znajdująca się w Krakowie, w dzielnicy I przy ulicy Grodzkiej 38, na rogu z ulicą Poselską 18, na Starym Mieście.

## Historia kamienicy
W XV wieku w miejscu obecnej kamienicy znajdowały się dwa gotyckie domy oraz kościół św. Piotra, sąsiadujący bezpośrednio z ulicą Poselską. Najbardziej wysunięty na północ dom posiadał wmurowane w fasadę godło, przedstawiające słonia lub nosorożca, od którego wziął swoją nazwę, przeniesioną następnie na połączony budynek. W XVII wieku mieściła się w nim Apteka Pod Złotym Słoniem, prowadzona przez Włocha Bonifacego Cantelli. W 1791 rozebrano kościół św. Piotra, a teren po nim przez ponad czterdzieści lat pozostał pusty. W 1835 dokonano gruntownej przebudowy, według projektu Tadeusza Piotrowskiego, łącząc dwie gotyckie kamienice oraz rozbudowując gmach o teren dawnego kościoła. Budynek spłonął podczas wielkiego pożaru Krakowa w 1850. Został odbudowany w latach 1850–1852 według projektu Piotra Baranowskiego

## Elefanty

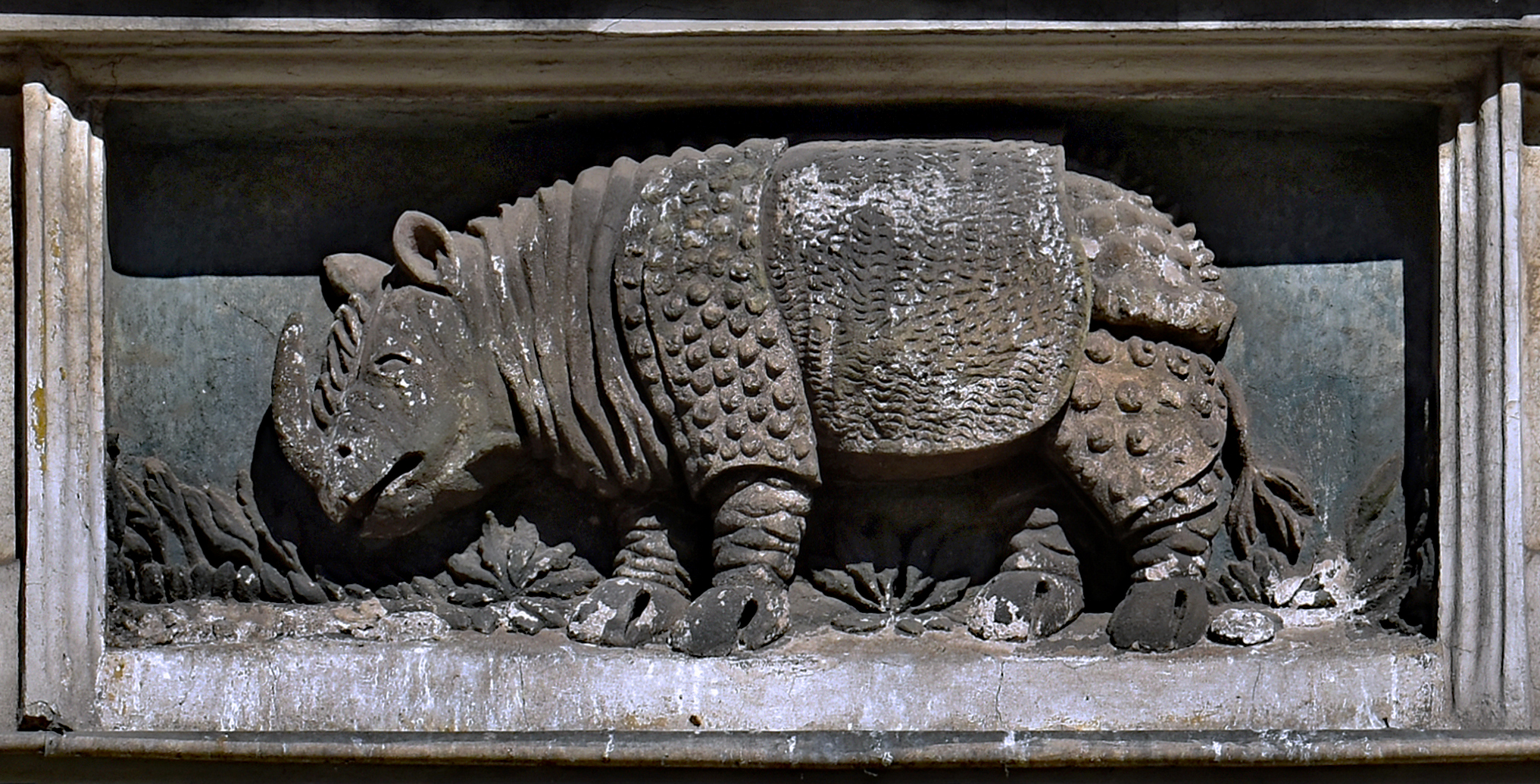
Nosorożec
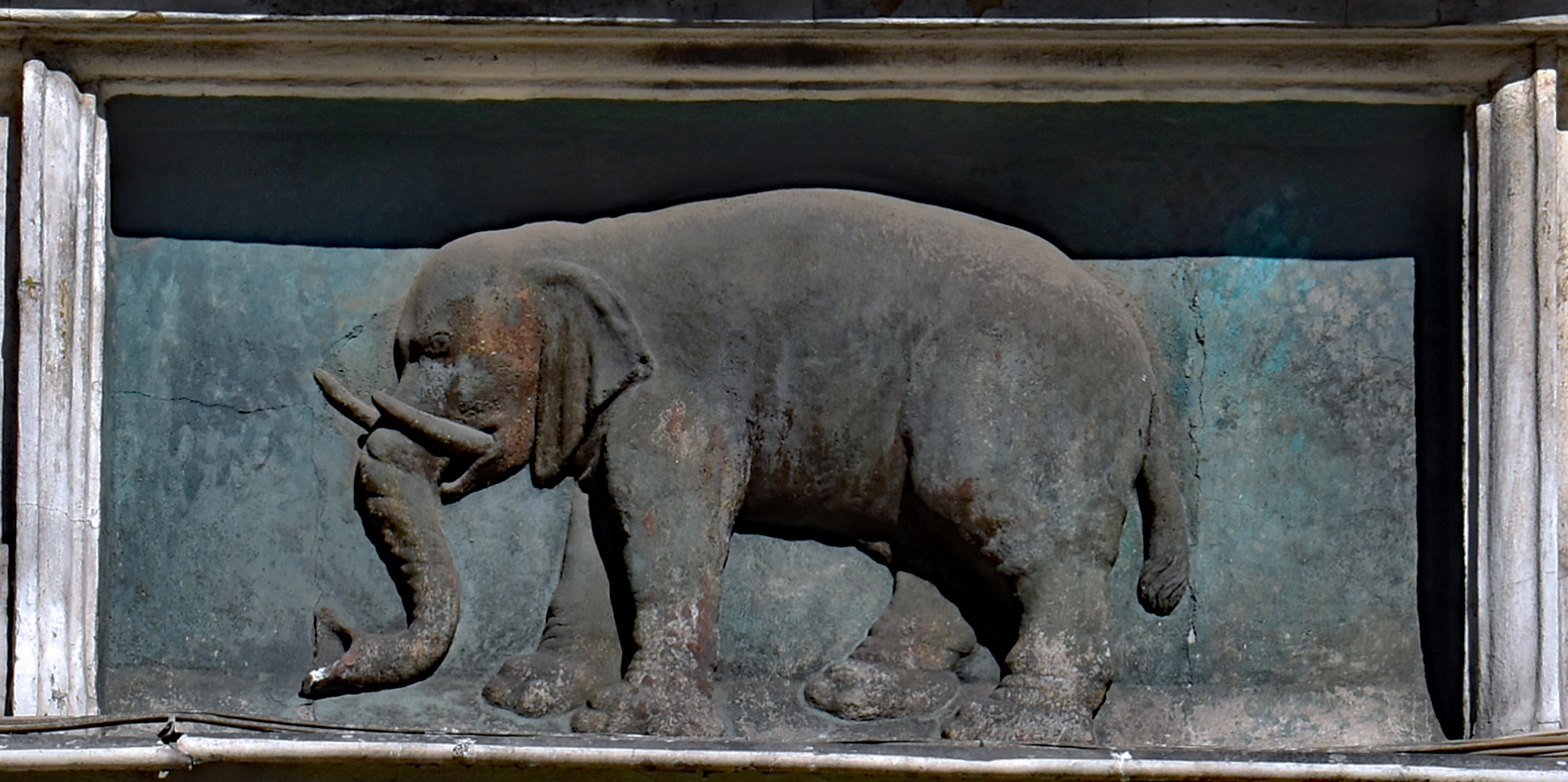
Słoń
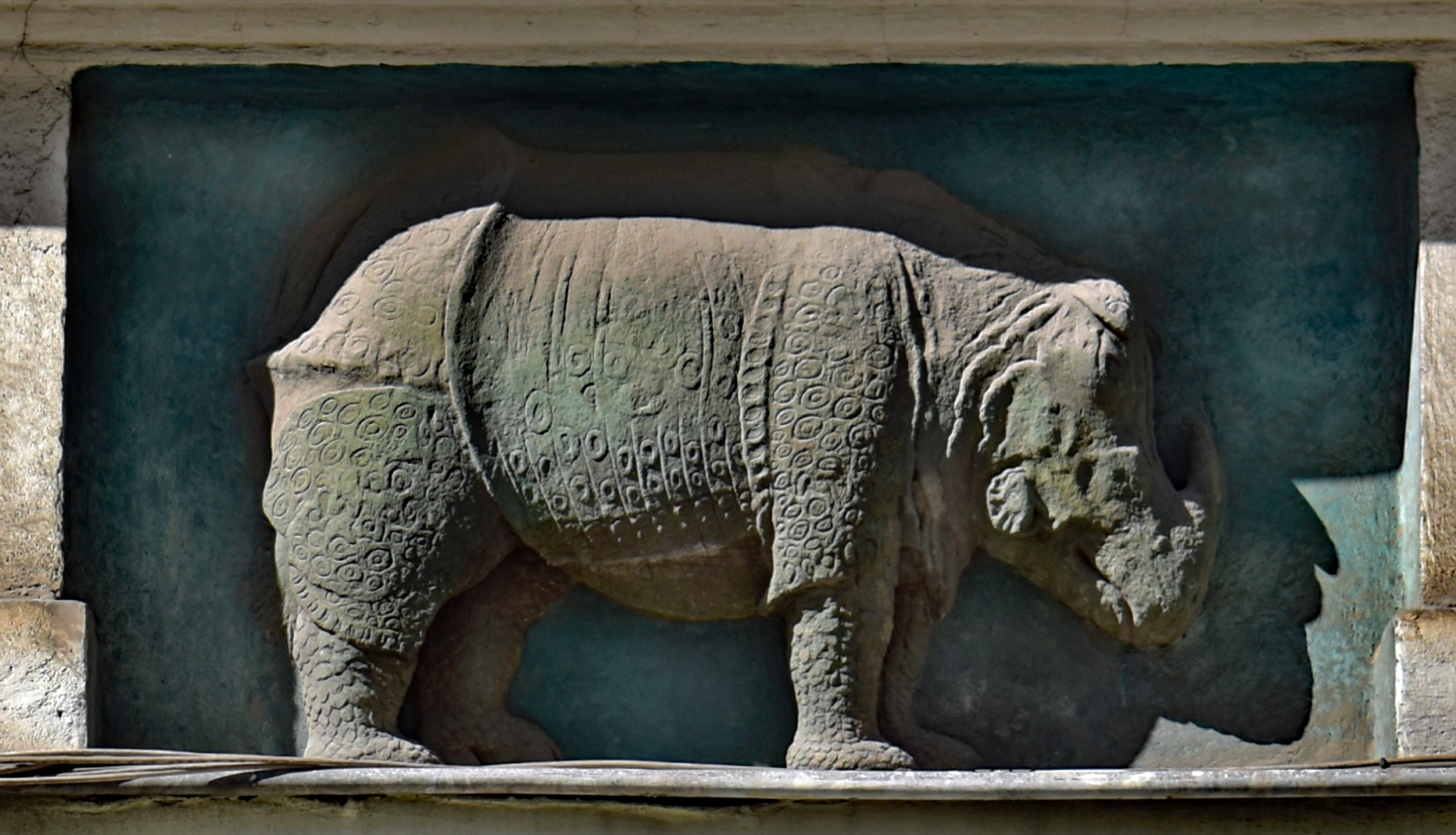
Nosorożec (od ul. Poselskiej)